# اویگن بورگ
اویگن بورگ (آلمانی: Eugen Burg; ۶ ژانویهٔ ۱۸۷۱ – ۱۵ نوامبر ۱۹۴۴) بازیگر اهل آلمان بود. دختر وی هانزی بورگ بود. بورگ دوست نزدیک هانس آلبرس، هنرپیشه آلمانی بود.
از فیلم‌هایی که وی در آن نقش داشته است، می‌توان به ماری، ۱۹۱۴ و پلنگ سیاه اشاره کرد.